# Colostygia nigrifasciata
Colostygia nigrifasciata là một loài bướm đêm trong họ Geometridae.